# 李正皓
李正皓（1984年6月20日—），臺灣政治幕僚、政治評論人、節目主持人。曾任中國國民黨青年團執行長，2019年因批評國民黨總統候選人韓國瑜而被開除黨籍，後獲得親民黨主席宋楚瑜與電子業大亨郭台銘的鼎力支持，參選立法委員，自稱「郭家軍」。2023年5月與民主進步黨合作，加入「民主大聯盟」參選立法委員，但因涉及性別平等爭議而宣布退選。事後為民進黨輔選，與民進黨新北市議員卓冠廷推動搶救王義川大兵活動支持不分區立委候選人王義川，被視為使民進黨不分區的政黨票有所斬獲。2024年2月19日起，固定代班三立新聞台《鄭知道了》；2024年3月18日起，主持三立新聞台全新政論節目《新台派上線》。

## 早年及教育
李正皓出生於臺北市，有客家血統，其祖父曾任銅鑼鄉鄉長。畢業於國立板橋高級中學後，就讀國立臺灣海洋大學電機工程系，取得學士學位；完成國立臺灣師範大學工業教育研究所碩士學位後，在國立交通大學電控工程研究所進修博士，但因忙於政治事務而未能完成學位。

## 政治參與

### 國民黨時期
李正皓曾任中國國民黨草協聯盟發起人、國民黨青年團執行長及國民黨組發會主委機要，於2016年擔任朱立倫總統競選辦公室發言人。
他是草協聯盟共同發起人。2016年列入國民黨不分區立法委員名單，未能當選。
2019年10月23日，因在政論節目批評國民黨總統候選人韓國瑜，考紀會認為李正皓「以不實言論造謠汙衊國民黨提名總統及立委參選同志」，遭國民黨中常會開除黨籍。

### 親民黨時期
2019年11月22日，李正皓在親民黨副總統參選人余湘、親民黨發言人于美人、郭台銘核心幕僚蔡沁瑜陪同下，至新北市選委會登記參選，與民主進步黨立委江永昌、國民黨的新北市議員邱烽堯、一邊一國行動黨的蔡宗霖、安定力量的李國憲、天宙和平統一家庭黨的許惠珍競爭。李正皓登記參選受訪時提到，在他被開除國民黨籍後，郭台銘本人與親民黨找他討論參選可能性，雖然是一個倉促的決定，但他不是一個倉促的候選人，中和會出韓國瑜，也會出李正皓，要給中和「更好的選擇」。11月26日，李正皓公布提供給新北市選委會的競選公報資料，是一張聯絡簿造型的政策文宣，上面有家長郭台銘、導師宋楚瑜的簽名，以及原子筆塗鴉。
12月6日，親民黨舉辦郭家軍聯合記者會，由發言人于美人主持，親民黨籍郭家軍立委候選人出席，不分區立委候選人：聯電榮譽副董事長宣明智、永齡基金會執行長劉宥彤、永齡基金會副執行長蔡沁瑜，區域立委候選人：新北中和第八選區李正皓、高雄大旗美地區（第一選區）黃綉晶等五人出席。
2020年1月9日，李正皓舉行「中和新兵進國會，六大政策我來推」記者會，由郭台銘剃掉李正皓的中分頭，改為「新兵平頭」，李正皓朗讀政見誓詞後兩人在誓詞上簽名。郭台銘也現場在李正皓背上寫了「精忠報國，不能貪污」四個字，被網民戲稱從中和郭富城變成中和岳飞。
1月11日，李正皓獲得13,226票（得票率6.17%），未能當選。但引發泛藍票源分裂，使國民黨的邱烽堯落選，民進黨的江永昌險勝連任。

### 無黨籍時期
2022年7月20日，以無黨籍身份參選新北市中和區議員，最終選舉結果仍然落敗。
2023年5月，以無黨籍身分與民主進步黨「民主大聯盟」合作參選新北市第九選舉區立法委員。後因過去曾涉及偷拍性私密影像，並以此威脅他人而被質疑，李正皓雖強調司法早已還其清白，但卻被指出是轉移焦點。對李正皓的質疑，使得民進黨內MeToo運動爆發。最終，李在兩週後以「解決民進黨性平爭議的空間」為由宣布退選，民進黨則改徵召永和區後溪里里長莊銘淵。

#### 搶救王義川大兵
2023年11月15日，民進黨通過2024年中華民國立法委員選舉的不分區立委提名名單，前臺中市政府交通局長王義川為第14名之被提名人。由於各界預估民進黨可獲得的不分區席次不足以使王義川當選，因此熟識王義川的李正皓與民進黨新北市議員卓冠廷共同發起「搶救王義川大兵」行動，目標是讓民進黨的政黨票在現有基礎上再增加100萬票，最終使王義川當選。
11月23日，搶救王義川大兵行動正式啟動，由李正皓擔任「搶救王義川大兵」粉絲專頁小編，卓冠廷擔任活動組織的聯絡人。

## 事件

### 2016年疑似偷拍性私密影像威脅他人事件
李正皓仍在國民黨時，曾被週刊及國民黨員郭豐碩（綽號：方丈）爆料其涉及偷拍、以散布性私密影像威脅前女友。李正皓對郭豐碩提出告訴，郭豐碩最終敗訴。但李正皓前女友出庭時表示，自己有收到性愛影片，但不想提告，同時法院也認證了李正皓威脅前女友的line對話紀錄。此事件意外引發2023年臺灣＃MeToo運動。

### 馬來西亞疫情不實敘述
2020年3月28日，東森新聞台邀請李正皓上政論節目《關鍵時刻》分析疫情，李正皓為收集馬來西亞疫情資料，查詢到马来西亚醫療人員用塑膠袋做防護衣、當地警方拘捕犯人時會進行防感染措施、民間喪家夜間緊急下葬等影片，用於節目分析，節目播出後，馬來西亞網友作出澄清與抗議，事後證明馬來西亞醫療人員與警方僅是在進行防災演練，喪家下葬方式也無異常，李正皓被網路影片誤導後做的評論與事實有落差，經查證後，製作單位緊急撤下節目，李正皓本人及東森電視台節目製作單位於網路平台致歉。3月30日，李正皓在《關鍵時刻》政論節目再次向馬來西亞觀眾致歉，並上傳道歉影片至YouTube及Facebook等平台。

### 2024年造勢場合車禍肇事
2024年1月5日晚間，李正皓駕駛自有的BMW X4休旅車，前往新北市中和區參加立委候選人吳崢造勢晚會，在尋找車位時，疑似擦撞吳姓婦人，婦人當場撲倒在地，經送醫檢查出右手肩骨骨折、左肩挫傷。李正皓酒測值為零，媒體披露後，警方表示肇因仍有待釐清。

### 2024年中共中央台辦制裁事件
2024年5月15日，中共中央台灣工作辦公室（中共中央、國務院台辦）宣佈將對五位台灣「名嘴」：黃世聰、北辰、劉寶傑、李正皓、王義川等五人及其家屬實施懲戒。其中李正皓被稱為田鼠哥，原因為自創田鼠論述。

### 2025年胡椒水事件
李正皓2025年6月19日於電視台外遭辣椒水攻擊。

## 選舉紀錄
| 年度 | 選舉屆數             | 選舉區                                 | 所屬政黨   | 得票數    | 得票率 | 當選標記 | 備註 |
| ---- | -------------------- | -------------------------------------- | ---------- | --------- | ------ | -------- | ---- |
| 2016 | 第九屆立法委員選舉   | 全國不分區及僑居國外國民立法委員選舉區 | 中國國民黨 | 3,280,949 | 26.91% |          |      |
| 2020 | 第十屆立法委員選舉   | 新北市第八選舉區                       | 親民黨     | 13,226    | 6.17%  |          |      |
| 2022 | 第四屆新北市議員選舉 | 新北市第六選舉區                       | 無黨籍     | 13,673    | 7.02%  |          |      |

## 主持作品

### 電視節目
- 東森新聞台《關鍵時刻》擔任固定來賓
- 三立新聞台《鄭知道了》代班主持人
- 三立新聞台《新台派上線》[2]

### 網路節目
- 94要客訴（每周三主持）
- 震傳媒《皓事之徒》

## 外部連結
- 李正皓的Facebook專頁
- YouTube上的李正皓 中和新力量頻道